# 倉塚良夫
倉塚 良夫（くらつか よしお、1879年10月21日 - 1942年11月17日）は、日本の水道工学者。北海道帝国大学名誉教授。

## 経歴
福岡県に生まれる。1898年福岡県立尋常中学修猷館、1901年第五高等学校工科を経て、1904年東京帝国大学工科大学土木工学科を卒業する。東大では「日本水道の開祖」といわれる中島鋭治の指導のもと水道工学、衛生工学を学んだ。
1904年陸軍省第1師団経理部に採用され、1905年満州軍倉庫雇員として出征。同年大連軍政署より大連経営の諸設計を嘱託され、関東州民政署技師となる。1906年関東都督府（のち関東庁）技師として民政部土木課大連出張所長となり、関東州における土木事業、主として大連および旅順の上下水道の事業に従事した。1914年に着工し1917年に完成した王家店貯水池による大連市はじめての上水道工事を完成させ、引き続き着工の第2期拡張工事も担当して完成させた。これにより関東州水道の基礎を築いたとされる。
工事中の1915年に上水道施設研究のため英国、米国に出張し、1920年に東京帝国大学工学博士の学位を受けている。さらに1923年に水利工学研究のため英国、ドイツ、米国へ留学した。
1924年の帰国とともに北海道帝国大学に工学部が設立されるに際して教授として招かれ、衛生工学および港湾工学を担当し、1935年7月から1939年4月まで工学部長を務めた。北大在任中には大連での経験を踏まえて札幌市水道の創設に尽力し、藻岩浄水場などを設計しており、その施設の一部は現在札幌市水道記念館として使用されている。1942年に退官した。

## 著書
- 『浄水工学』（上・下）（1950年・1953年、岩波書店）（倉塚が生前に執筆した原稿を「遺稿」として刊行された）